# Tremellodendropsis clavulinoides
Tremellodendropsis clavulinoides är en svampart som först beskrevs av R.H. Petersen, och fick sitt nu gällande namn av Corner 1970. Tremellodendropsis clavulinoides ingår i släktet Tremellodendropsis, ordningen Auriculariales, klassen Agaricomycetes, divisionen basidiesvampar och riket svampar.   Inga underarter finns listade i Catalogue of Life.